# Бутрі
Бутрі (рос. Бутри) — село Акушинського району, Дагестану Росії.
Населення — 1029 (2015).

## Населення
За даними перепису населення 2002 року в селі мешкало 1242 особи. В тому числі 589 (47,42 %) чоловіків та 653 (52,58 %) жінки.
Переважна більшість мешканців — даргинці (100 % від усіх мешканців). У селі переважає усіша-цудахарська мова.
У 1959 році в селі проживала 801 особа.